# Dirichletova funkcija lambda
Dirichletova funkcija lambda {\displaystyle \lambda (s)\,} je v matematiki specialna funkcija definirana kot Dirichletova L-vsota:
{\displaystyle \lambda (s)=\sum _{n=0}^{\infty }{\frac {1}{(2n+1)^{s}}}=\left(1-{\frac {1}{2^{s}}}\right)\zeta (s),\qquad (\Re (s)>1)\!\,,}
kjer je {\displaystyle \zeta (s)\,} Riemannova funkcija ζ. Imenuje se po nemškem matematiku Petru Gustavu Lejeuneu Dirichletu. 

## Značilnosti
Dirichletova funkcija {\displaystyle \lambda \,} je povezana z Riemannovo funkcijo ζ in Dirichletovo funkcijo η kot:
{\displaystyle {\frac {\lambda (s)}{2^{s}-1}}={\frac {\zeta (s)}{2^{s}}}={\frac {\eta (s)}{2^{s}-2}}\!\,}
in:
{\displaystyle 2\lambda (s)=\zeta (s)+\eta (s)\!\,.}
Dirichletova funkcija {\displaystyle \lambda \,} je posebni primer Legendrove funkcije {\displaystyle \chi _{\nu }(z)\,} za {\displaystyle z=1\,}:
{\displaystyle \chi _{n}(1)=\lambda (n)=\left(1-{\frac {1}{2^{n}}}\right)\zeta (n)=\left(1+{\frac {1}{2^{n}-2}}\right)\eta (n)\!\,.}

### Posebne vrednosti Dirichletove funkcije λ
Za soda pozitivna cela števila velja:
{\displaystyle \lambda (2n)=\left(2^{2n}-1\right){\frac {(-1)^{n-1}B_{2n}\pi ^{2n}}{2(2n)!}},\qquad (n\in \mathbb {N} )\!\,,}
kjer so B2n Bernoullijeva števila.
Za liha pozitivna cela števila velja:
{\displaystyle \lambda (2n+1)=\sum _{k=1}^{n}\left((-1)^{k-1}\lambda (2n-2k+2)\right)+(-1)^{n}\beta (1)J(2n),\qquad (n\in \mathbb {N} )\!\,,}
kjer je {\displaystyle \beta (s)\,} Dirichletova funkcija β, {\displaystyle J(s)\,} pa integralska funkcija:
{\displaystyle J(s)={\frac {1}{\Gamma (s+1)}}{\frac {2}{\pi }}\int _{0}^{\pi /2}{\frac {x^{s}}{\sin x}}\mathrm {d} x\!\,,}
kjer je {\displaystyle \Gamma (s)\,} funkcija Γ.
{\displaystyle \lambda (-3)=-7\zeta (-3)=-{\frac {7}{120}}=-0,058{\overline {3}}\!\,.}
{\displaystyle \lambda (-1)=-\zeta (-1)={\frac {1}{12}}=0,08{\overline {3}}\!\,.}
{\displaystyle \lambda (0)=0\!\,.}
{\displaystyle \lambda (1/2)=\left(1-{\frac {\sqrt {2}}{2}}\right)\zeta (1/2)=-0,427727932693\ldots \!\,.}
{\displaystyle \lambda (1)=1+{\frac {1}{3}}+{\frac {1}{5}}+\cdots =\infty \!\,.}
{\displaystyle \lambda (3/2)=1,688761186655\ldots \!\,.}
{\displaystyle \lambda (2)=1+{\frac {1}{3^{2}}}+{\frac {1}{5^{2}}}+\cdots ={\frac {\pi ^{2}}{8}}=1,233700550136\ldots \!\,,} (OEIS A111003).
{\displaystyle \lambda (3)=\lambda (2)J(1)-\beta (1)J(2)={\frac {7\zeta (3)}{8}}=1,051799790264\ldots \!\,.}
{\displaystyle \lambda (4)=1+{\frac {1}{3^{4}}}+{\frac {1}{5^{4}}}+\cdots ={\frac {\pi ^{4}}{96}}=1,014678031604\ldots \!\,.}
{\displaystyle \lambda (5)=\lambda (4)J(1)-\lambda (2)J(3)+\beta (1)J(4)={\frac {31\zeta (5)}{32}}=1,004523762795\ldots \!\,.}
{\displaystyle \lambda (6)=1+{\frac {1}{3^{6}}}+{\frac {1}{5^{6}}}+\cdots ={\frac {\pi ^{6}}{960}}=1,001447076640\ldots \!\,.}
{\displaystyle \lambda (7)=\lambda (6)J(1)-\lambda (4)J(3)+\lambda (2)J(5)-\beta (1)J(6)={\frac {127\zeta (7)}{128}}=1,000471548652\ldots \!\,.}
Velja tudi zveza:
{\displaystyle \log D=\sum _{n=1}^{\infty }{\frac {(-1)^{2n+1}}{n}}\left({\frac {2D}{\pi }}\right)^{2n}\lambda (2n)\!\,,}
kjer je {\displaystyle D\,} Dottiejino število.